# Dindawar, Basavana Bagevadi
Dindawar là một làng thuộc tehsil Basavana Bagevadi, huyện Bijapur, bang Karnataka, Ấn Độ.